# Al-Muzajjana
Al-Muzajjana (arab. المزينة) – wieś w Syrii, w muhafazie Aleppo, w dystrykcie Afrin. W 2004 roku liczyła 1184 mieszkańców.